# Corbelin
Corbelin è un comune francese di 2 139 abitanti situato nel dipartimento dell'Isère della regione dell'Alvernia-Rodano-Alpi.
Diede i natali al pittore François Guiguet (1860-1937).

## Storia

### Simboli
Lo stemma comunale è stato adottato nel 1993.
Il corvo, corbeau in francese, è un'arma parlante con riferimento al nome Corbelin.

## Società

### Evoluzione demografica
Abitanti censiti

## Amministrazione

### Gemellaggi
Corbelin è gemellata con:
- Campo Ligure, dal 2010